# Anisodoris marmorata
Anisodoris marmorata is een slakkensoort uit de familie van de Discodorididae. De wetenschappelijke naam van de soort is voor het eerst geldig gepubliceerd in 1881 door Bergh.